# Les Peintures
Les Peintures é uma comuna francesa na região administrativa da Nova Aquitânia, no departamento da Gironda. Estende-se por uma área de 13,15 km². Em 2010 a comuna tinha 1 612 habitantes (densidade: 122,6 hab./km²).